# Henri Raspe III
Henri Raspe III (né en  1155 - mort le 18 juillet 1180) membre de la maison des Landgraves de Thuringe qui fut comte de Gudensberg en Hesse historique.

## Biographie
Henri Raspe III est le second fils de Louis II de Fer landgrave de Thuringe, de la maison des Ludowinges, et son épouse Judith de Souabe, la demi-sœur de l'empereur Frédéric Barberousse. Comme c'est la coutume dans la lignée des landgrave, il est comme cadet chargé de la gestion du comté de Gudensberg en Hesse historique héritage de sa grand-mère. Il reçoit donc le titre de comte de Gudensberg ou « comte en Hesse », il est en outre Vogt de l'abbaye d'Hersfeld près de Bad Hersfeld qui contrôlait en Hesse et dans l'ouest de la Thuringe de grandes possessions. Henri est un fidèle partisan de son oncle l'empereur lors de ses confrontations avec Henri le Lion.
Frédéric Barberousse renforce la position des Ludowinges en lui transférant entre autres en 1170 Creuzburg qui appartenait à l'abbaye de Fulda ce qui permet d'améliorer la continuité erritoriale entre les différents domaines contrôlés dans le comté de Hesse et le landgraviat de Thuringe. L'action d'Henri comme gouverneur 
de Hersfeld est probablement décisive pour l'aliénation du domaine féodal de l'abbaye dont Melsungen 
qui se trouve sur la voie d'accès principale entre Gudensberg et la Thuringe. Il est à l'origine de la construction d'un château et du développement rapide subséquent d'une ville ( burgus ) qui représente une réduction significative de la possession de Hersfeld.
Henri restaure en 1170, le château Windeck dans l'arrondissement de Rhin-Sieg  situé dans les domaines allodiaux des Gison. En 1174 il l'inféode le comte Engelbert Ier de Berg, à la condition que ce dernier ne permette à personne de l'utiliser contre lui à l'exception de l'empereur et de  l'archevêque de Cologne
Les « Annales Sancti Petri Erphesfurdenses » relèvent en 1180 la mort de  « Heinricus comes Luodewici lantgravii germanus » a priori sans union ni postérité.

## Source
- (de) Cet article est partiellement ou en totalité issu de l’article de Wikipédia en allemand intitulé « Heinrich Raspe III. » (voir la liste des auteurs).